# Agostino Frassinetti
Agostino Frassinetti (* 20. Oktober 1897 in San Pier d’Arena; † 16. März 1967 ebenda) war ein italienischer Schwimmer.

## Karriere
Frassinetti nahm 1920 erstmals an Olympischen Spielen teil. In Antwerpen erreichte er im Wettbewerb über 100 m Freistil das Halbfinale. Mit der italienischen Staffel über 4 × 200 m Freistil wurde er Fünfter. Vier Jahre später folgte eine weitere olympische Teilnahme. Bei den Spielen in Paris schied er mit der Staffel über 4 × 200 m Freistil im Halbfinale aus.
Auf nationaler Ebene gewann der Schwimmer zwischen 1919 und 1923 vier italienische Meistertitel – je zwei über 100 m Freistil und mit der Staffel über 4 × 200 m Freistil.